# Healthy Grown
Healthy Grown (cultivé sainement) est un label environnemental américaine qui s'applique à une production de pommes de terre de haute qualité, cultivée dans le cadre d'une agriculture durable mettant en œuvre des pratiques de lutte intégrée à grande échelle. La commercialisation des produits sous la marque Healthy Grown est soumise à un processus de certification obligatoire. Dans le cadre de ce programme, les producteurs mettent en œuvre des actions de conservation dans les terres agricoles pour préserver la biodiversité et restaurer les écosystèmes naturels dans les parcelles non cultivées. Toutes les pratiques mises en œuvre sont issues de recherches menées à l'université du Wisconsin à Madison et se sont révélées être viables sur le plan économique et pertinentes sur le plan écologique. Cette démarche bénéficie de l'appui de diverses organisations non-gouvernementales. Il s'agit d'une approche globale de l'exploitation agricole qui prend en considération les pratiques relatives à la qualité de l'eau et à l'érosion des sols, et qui a permis de réduire l'utilisation d'engrais et de pesticides. Les objectifs du programme Healthy Grown tels qu'ils sont présentés dans le mémorandum d'entente approuvé comprennent :

Logo de Healthy Grown Potatoes

- la promotion des pratiques de lutte intégrée ;
- la réduction du recours aux pesticides dangereux ;
- l'amélioration de la biodiversité des écosystèmes ;
- des systèmes de mesure articulés de lutte intégrée ;
- des incitations pour stimuler la demande.

La marque Healthy Grown a été déposée en 2001 par la Wisconsin Potato & Vegetable Growers Association (Association des producteurs de pommes de terre et légumes du Wisconsin, WPVGA) après la mise au point d'un écolabel pour les pommes de terre cultivées dans le cadre d'une lutte intégrée biointensive (bioIPM), mis en œuvre en 2000. La norme écologique pour les pommes de terre est structurée en trois parties :
- Section lutte intégrée
- Score de toxicité
- Norme de communauté naturelle

En 2001, plus de 4 000 acres (environ 1600 hectares) ont été certifiés pour le programme, et environ 5 000 acres (environ 2000 hectares) ont atteint les normes de certification et sont labellisés comme Healthy Grown.

## Contributeurs
Le programme Healthy Grown a été lancé en 1996 en tant que Wisconsin Eco-Potato collaboration Cette initiative rassemblait un groupe de producteurs de pommes de terre du Wisconsin (WPVGA) et le Fonds mondial pour la nature (WWF). En 2004, le WPVGA et les Defenders of Wildlife ont signé le mémorandum cité plus haut,,. L'université du Wisconsin à Madison (UW), l'International Crane Foundation (Fondation internationale des grues), les Defenders of Wildlife et de l'Institut agricole Michael Fields y ont adhéré après la signature du mémorandum.

## Méthode de certification
Une organisation indépendante, Protected Harvest, est chargée d'auditer et de certifier chaque année tous les producteurs, conditionneurs et expéditeurs du programme Healthy Grown selon les normes de l'agriculture durable. L'audit prend en compte la documentation sur les dossiers de pesticides, les efforts de conservation et la localisation des cultures et de la distribution des produits. Les normes comprennent le recours à des stratégies de lutte intégrée et l'emploi de pesticides autres que ceux figurant sur la liste des substances chimiques à toxicité élevée, notamment les organophosphates, les carbamates et d'autres familles de substances dangereuses pour la santé humaine ou pouvant perturber le système endocrinien des animaux sauvages,. Pour la gestion des résistances, une liste réduite de pesticides est autorisée, de façon à limiter la probabilité d'apparition de résistances,. En outre, les niveaux de toxicité accumulée sont surveillés pour les cultures tant à cycle long qu'à cycle court. Les recommandations de lutte intégrée pour le système de production sont établies par le service Research and Extension de l'université du Wisconsin.
Le programme de certification a été étendu en 2006 pour inclure une norme de communauté naturelle (Natural Community Standard). Il s'agit d'une approche scientifique destinée à faciliter la mise en œuvre de la restauration, sur les terres non cultivées des exploitations des producteurs, de divers habitats tels que des zones humides naturelles, des savanes de chênes et des prairies naturelles. Ces habitats favorisent des espèces en danger, telles que le mélissa bleu, la grue du Canada, le tétras des prairies.
Les terres des exploitations labellisées Healthy Grown sont évaluées dans le contexte de l'écosystème régional et sont choisies sur la base des paramètres suivants :
- cohérence du site avec les objectifs de conservation locaux et régionaux,
- présence sur le site de vestiges de communautés de plantes naturelles ou possibilité de restauration des communautés végétales indigènes,
- absence de projets de développement ou d'autres utilisations du site,
- viabilité économique de la restauration du site.

## Reconnaissance
- USDA Secretary’s Honor Awards pour le maintien et l'amélioration des ressources naturelles et de l'environnement de la Nation,
- World Wildlife Fund Gift to the Earth Award,
- International IPM Award of Achievement,
- International Crane Foundation Good Egg Award for Excellence[1],[3].

## Extension du programme
En 2010, l'initiative Healthy Grown a été étendue à d'autres cultures. Le modèle prend en compte la durabilité de l'exploitation de fermes de polyculture et fournit des modules adaptés à chaque type de plante cultivée. En 2011, les modules pour les pommes de terre de table, les haricot verts pour l'industrie et les carottes sont en phase d'essais pilotes. Les modules pour le maïs doux, les pois, le soja et le maïs de plein champ doivent être testés en 2012. L'approche de modèle régional est également en cours d'extension au niveau national.